# Lepanthes elegantula
Lepanthes elegantula är en orkidéart som beskrevs av Rudolf Schlechter. Lepanthes elegantula ingår i släktet Lepanthes och familjen orkidéer. Inga underarter finns listade i Catalogue of Life.